# 47-й Конгресс США
Со́рок седьмо́й Конгре́сс США — заседание Конгресса США, действовавшее в Вашингтоне с 4 марта 1881 года по 4 марта 1883 года в период шести месяцев президентства Джеймса Гарфилда и первых полутора лет президентства Честера Артура. Палата представителей имела республиканское большинство, в то время как Сенат был разделён поровну. Распределение мест в Палате представителей было основано на девятой переписи населения Соединённых Штатов в 1870 году.

## Важные события
- 4 марта 1881 года — президентская инаугурация Джеймса Гарфилда
- 19 сентября 1881 года — смерть президента Гарфилда, Честер Артур становится новым президентом США

## Ключевые законы
- Акт об исключении китайцев (1882)
- Закон о пассажирах (1882)
- Закон об иммиграции 1882 года (1882)
- Закон Эдмундса (1882)
- Закон Пендлтона о реформе государственной службы (1883)

## Членство

### Сенат
| Период | Всего | Вакантно | Партии                 | Партии      | Партии                 | Партии               | Партии |
| Период | Всего | Вакантно | Демократическая партия | Независимые | Республиканская партия | Риджастерская партия |        |
| ------ | ----- | -------- | ---------------------- | ----------- | ---------------------- | -------------------- | ------ |
| Начало | 75    | 1        | 37                     | 1           | 36                     | 1                    |        |
| Конец  | 76    | 0        | 37                     | 1           | 37                     | 1                    |        |

### Палата представителей
| Период | Всего | Вакантно | Партии                 | Партии                    | Партии                 | Партии                | Партии      | Партии             |
| Период | Всего | Вакантно | Республиканская партия | Независимые республиканцы | Демократическая партия | Независимые демократы | Независимые | Партия гринбекеров |
| ------ | ----- | -------- | ---------------------- | ------------------------- | ---------------------- | --------------------- | ----------- | ------------------ |
| Начало | 291   | 2        | 146                    | 0                         | 134                    | 1                     | 1           | 9                  |
| Конец  | 292   | 1        | 150                    | 1                         | 130                    | 1                     | 1           | 9                  |